# Neptis moltrechti
Neptis moltrechti är en fjärilsart som beskrevs av Charles Oberthür 1908. Neptis moltrechti ingår i släktet Neptis och familjen praktfjärilar. Inga underarter finns listade i Catalogue of Life.